# Gemüseschlacht
Gemüseschlacht (tiếng Đức được hiểu là "trận chiến rau") hoặc Wasserschlacht ("trận chiến nước") là một sự kiện chọi thức ăn hàng năm được tổ chức ở Berlin, thủ đô của nước Đức, trên cây cầu Oberbaum nối giữa Quận Friedrichshain và Kreuzberg. Sự kiện thường được tổ chức vào mùa hè với lần tổ chức đầu tiên vào năm 1998. Hàng trăm người tham gia sự kiện mỗi năm; Die Welt báo cáo cho rằng năm 2008 đã có đến 800 người tham gia. Truyền thống này đã kết thúc vào năm 2022.

## Bối cảnh
Trong giai đoạn Chiến tranh Lạnh, quận Friedrichshain là thuộc Đông Berlin, trong khi quận Kreuzberg, bên kia sông Spree lại thuộc Tây Berlin. Cây cầu Oberbaum được xây dựng bắc qua sông Spree nối liền hai quận lại với nhau, và ở đây là một trong số ít các chốt kiểm soát mà người dân có thể đi từ Tây Berlin sang Đông Berlin.
Sau khi Đông Đức sáp nhập với Tây Đức vào năm 1990, chính quyền thành phố Berlin đã quyết định hợp nhất hai quận Friedrichshain và Kreuzberg thành một, Friedrichshain-Kreuzberg. Người dân hai quận đã phản đối việc này vì nó được đưa ra mà không lấy ý kiến của nhân dân. Nhiều người biểu tình đã tụ tập trên cầu Oberbaum và chọi thức ăn vào nhau.
Cuộc biểu tình đầu tiên như vậy được tổ chức vào năm 1998. Việc sáp nhập hai quận được hoàn thành vào năm 2001. Nhiều sự kiện hàng năm trên cầu vẫn tiếp tục được diễn ra sau đó và được đăng ký dưới hình thức biểu tình.

## Sự kiện

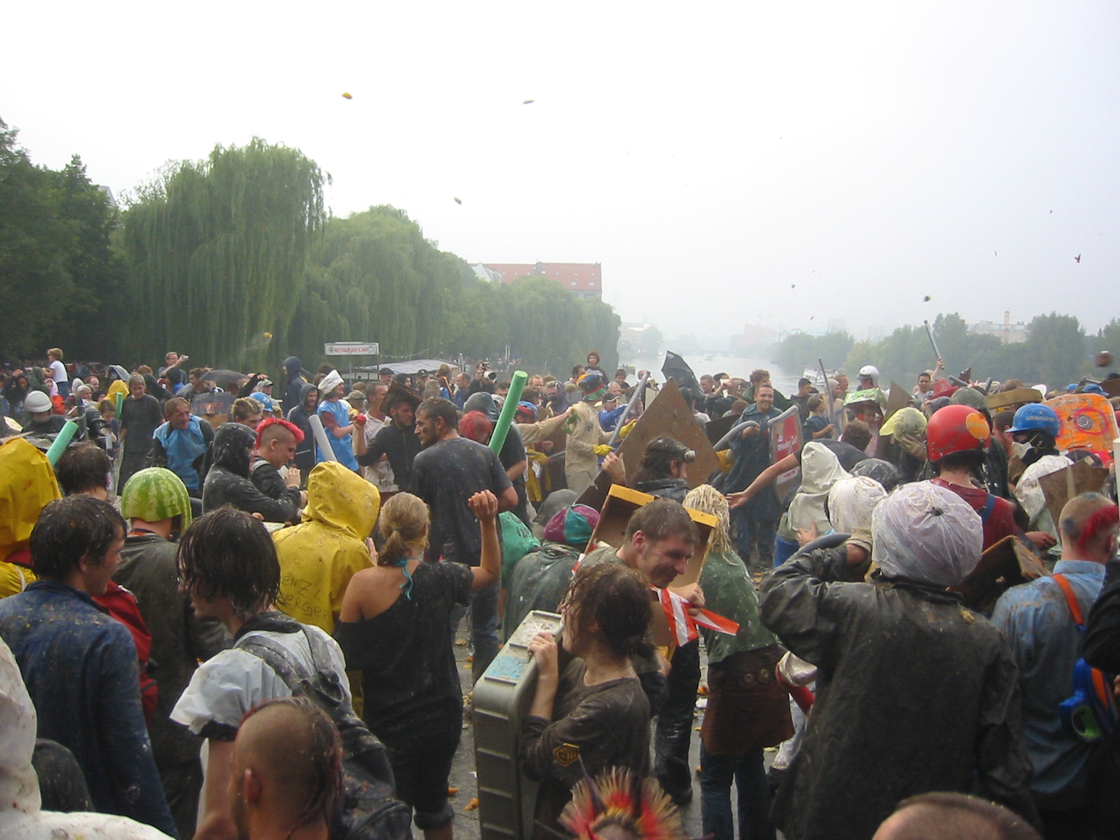
Sự kiện diễn ra vào năm 2005

Hàng năm, sự kiện vẫn được diễn ra vào mùa hè để người dân Friedrichshain đụng độ với người dân Kreuzberg. Những người tham gia sẽ gặp nhau trên cầu Oberbaum nối liền hai quận với mục tiêu đẩy phe đối diện về vùng đất của mình và giành lấy cây cầu. Các đội sẽ có những cái tên như "Freien Kreuzberger Heimatschutzes" và "Wasserarmee Friedrichshain". Hầu hết phần chiến thắng đều thuộc về người dân Friedrichshain.
Mặc dù "Gemüseschlacht" mang nghĩa là "trận chiến rau" và "Wasserschlacht" mang nghĩa là "trận chiến nước", nhưng người tham gia không bị hạn chế chỉ sử dụng rau hoặc nước. Dụng cụ ném còn có thể sử dụng trứng, bột mì, trái cây thối và bã cà phê. Quy định chính là vật thể ném đi không được gây nguy hiểm. Nhiều người tham gia còn đánh người khác bằng gậy xốp. Có báo cáo cho rằng đã xuất hiện cá trích tươi sống và tã lót đã qua sử dụng trong sự kiện năm 2008.

## Cảnh sát
Vào năm 2003, cảnh sát đã hạn chế quyền tiếp cận cây cầu để cố gắng ngăn cản sự kiện diễn ra và cuối cùng lại trở thành mục tiêu của những người tham gia. Một học sinh 15 tuổi ở quận Hellersdorf của Berlin đã bị đưa ra tòa vì viên cảnh sát mà cậu nhóc ném trúng không thấy vui. Mặc dù quả trứng sống mà cậu ném chỉ trúng chân viên cảnh sát và không gây đau, nam học sinh này đã lần đầu tiên bị xử phạt vì sự việc này. Thẩm phán đã không xem học sinh là kẻ bạo loạn mà chỉ xử phạt cho cậu nhóc lao động.
Một người phát ngôn của cảnh sát đã mô tả sự kiện vào năm 2008 như "cuộc tụ tập hoàn toàn hòa bình". Tương tự, cảnh sát báo cáo vào năm 2013 rằng sự kiện vẫn diễn ra hòa bình.

## Sự kiện tại Hanover

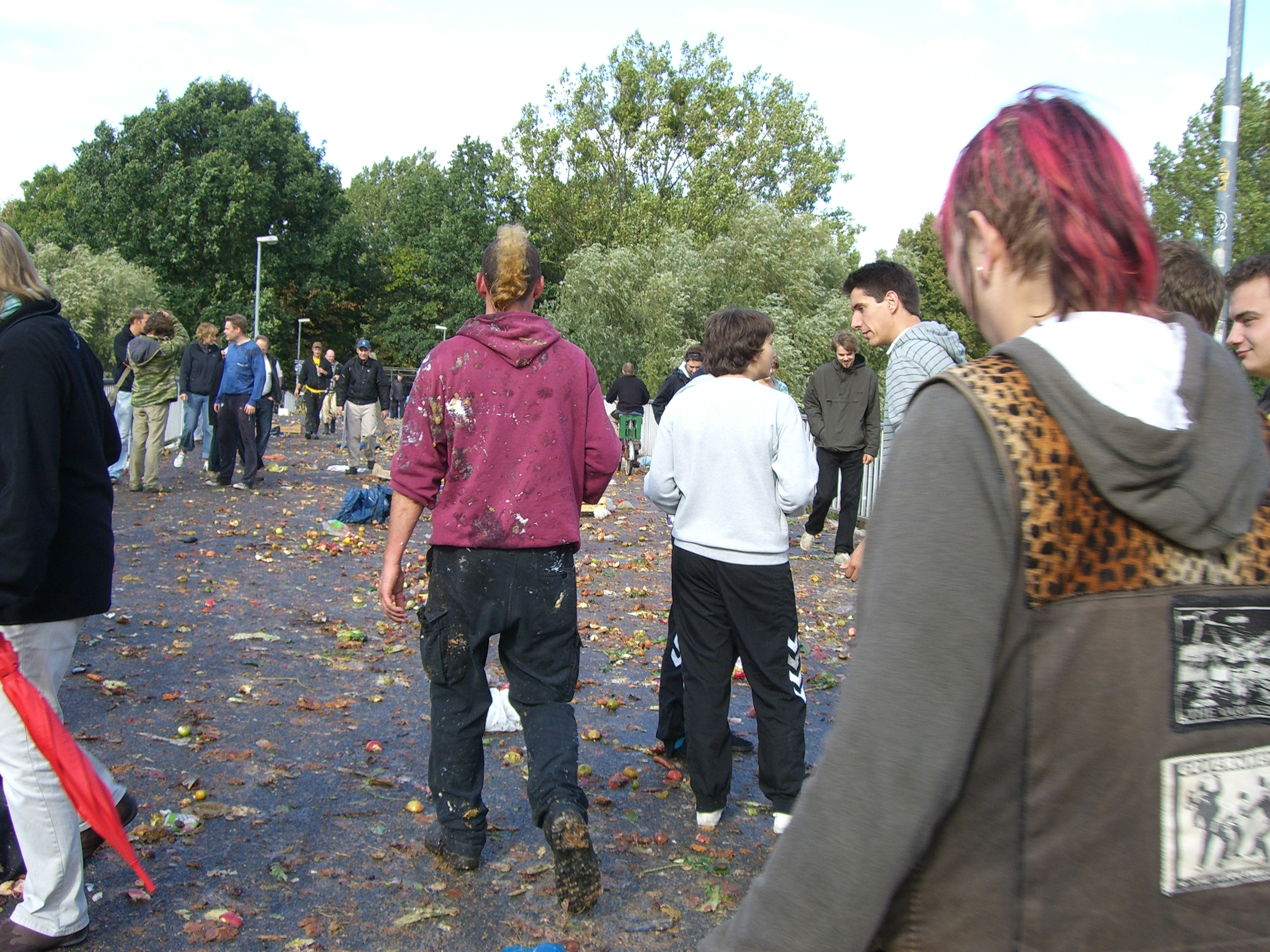
Kết thúc sự kiện tại Hanover, 2009

Một sự kiện cũng được diễn ra tương tự ở Hannover, Đức vào tháng 9 hàng năm từ năm 2003 cho đến trước năm 2020. Sự kiện còn được gọi là Gemüseschlacht diễn ra ở trên cầu Dornröschenbrücke giữa hai quận Linden-Limmer và Nord, ở hai bên cây cầu.